# Andrés de Vandelvira
Andrés de Vandelvira (Alcaraz, 1509 – Jaén, 1575) è stato un architetto e ingegnere spagnolo del Rinascimento.
Anche il figlio primogenito di Andrés de Vandelvira, Alonso (1544-1627), fu un architetto di spicco.

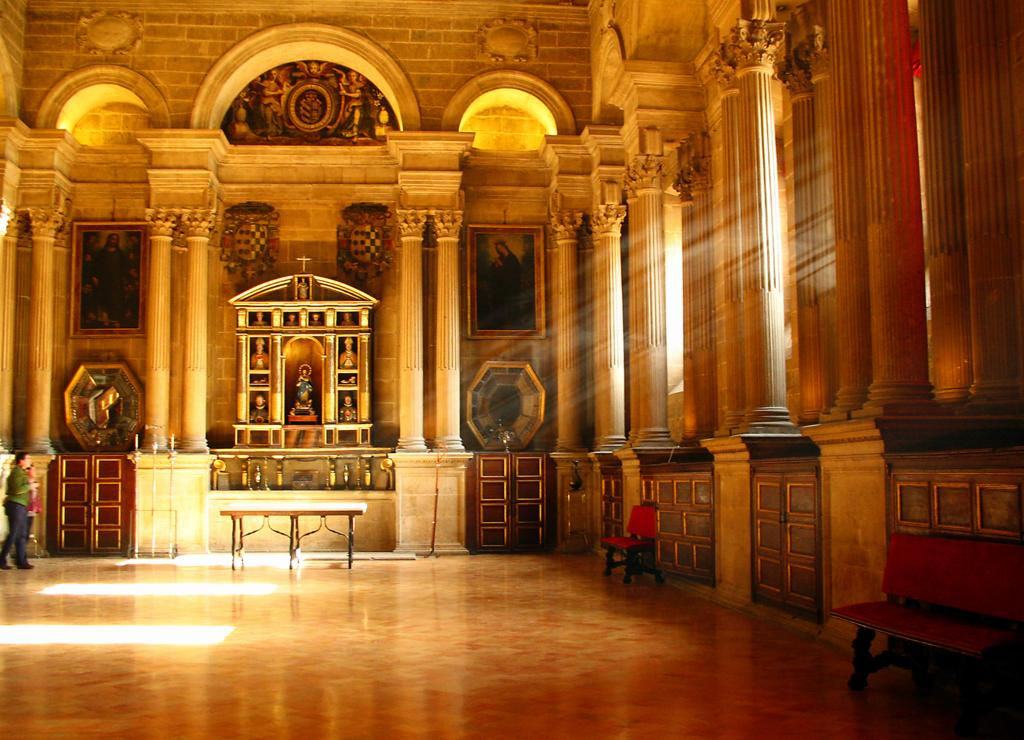
Cattedrale di Jaén - Sagrestia

## Opere principali
Non abbiamo notizie certe del suo periodo di formazione. Nel 1530 è documentato al cantiere del Monastero di Uclés.
Opere a Úbeda
- Sacra Cappella del Salvatore. Progettata da Diego de Siloé nel 1536, fu poi edificata da Valdelvira. Fu fatta costruire da Francisco de los Cobos y Molina come luogo di sepoltura della sua famiglia.
- Palazzo Vázquez de Molina
- Palazzo Vela de los Cobos
- L'ospedale di Santiago (1562-1575)

Altre opere
- Cattedrale di Jaén. Sagrestia, sala capitolare.
- Chiesa di Villacarrillo
- Ponte Ariza (1550)